# Квадрант (артиллерия)

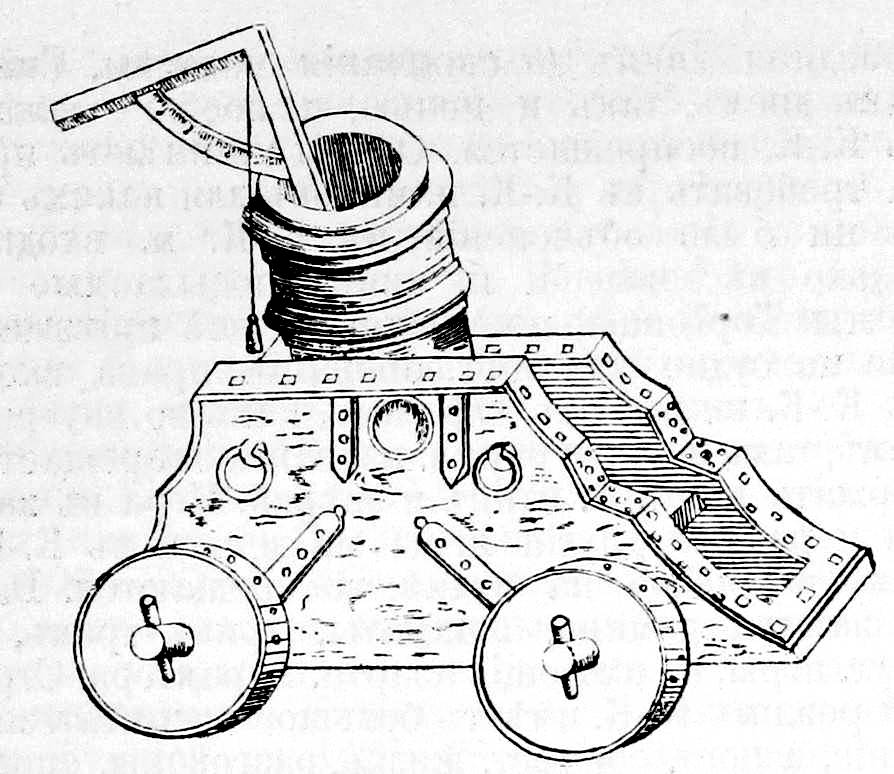
Простейший орудийный квадрант
(рис. из «Военной энциклопедии»)

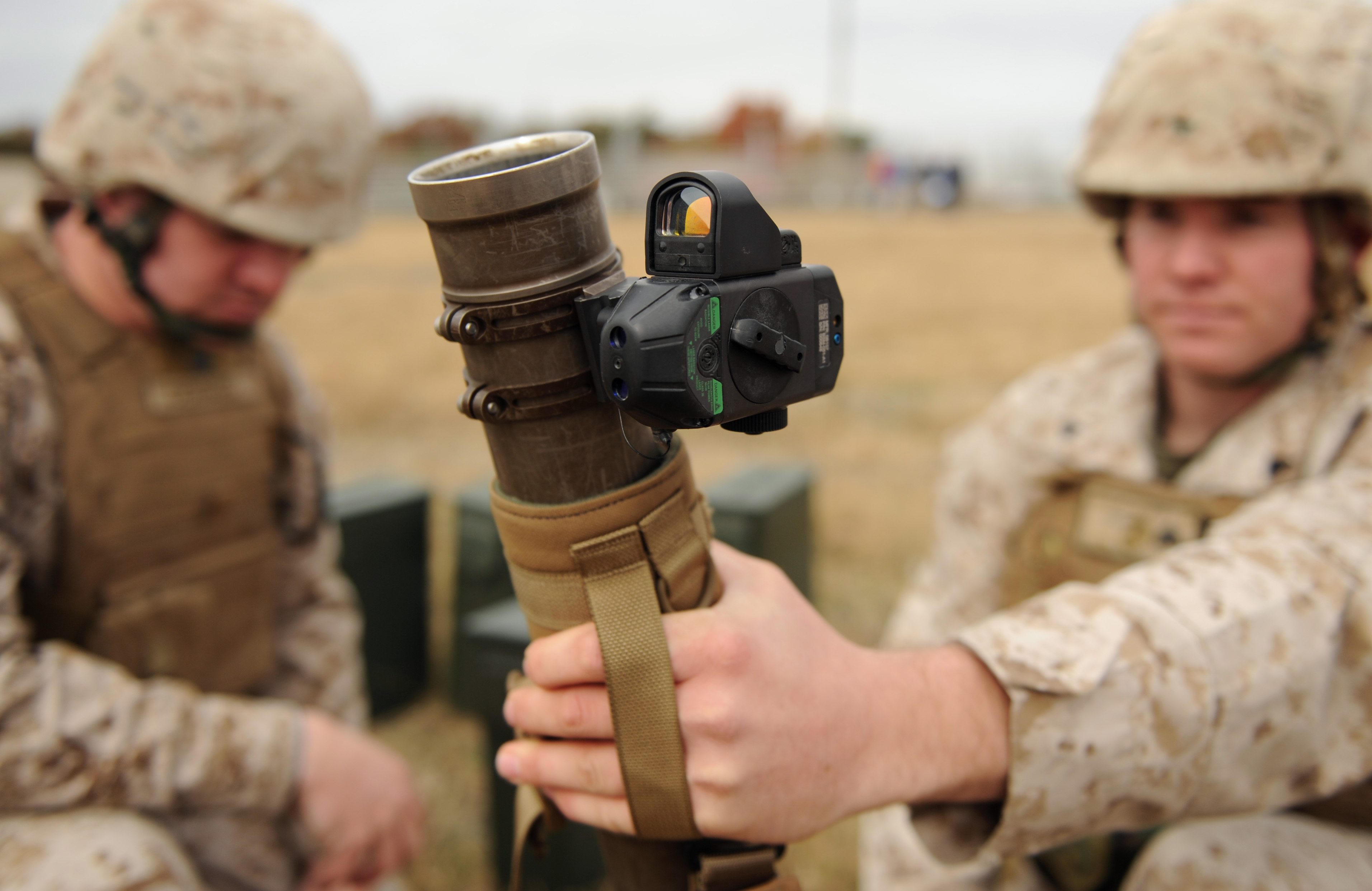
Современный квадрант КМП США на 60-мм миномёте

Квадрант (от лат. quadraus или quadrantis — четвёртая часть) — артиллерийский угломерный прибор, используемый для регулировки угла возвышения орудийного ствола при ведении огня. В морской артиллерии квадрант применялся для проверки правильности установки прицельных устройств в горизонтальной плоскости, артиллерийских РЛС, систем стабилизации и другого оснащения. Представлял из себя сектор с центральным углом 90°, шкала дуги которого была разделена на градусы и минуты (тысячные).
Изобретен итальянским математиком Никколо Тарталья. Изначально, начиная с XVI века, имел вид угольника с отвесом и дугой, который устанавливался на площадке в казённой части ствола или на плоском срезе винграда. Дуга имела разметку в виде шкалы с градусами. В дальнейшем, в процессе совершенствования конструкции, на смену отвесу пришёл уровень. Позднейшие модели артиллерийских квадрантов имели вид латунного сектора с разделённой дугой, уровнем, поворотной линейкой и специальными указателями, которые позволяли выставить нужное значения угла. В русской артиллерии квадрант вошёл в обиход в 1805 году.
В современной оружейных системах вместо квадранта при ведении огня используются штатные прицельные приспособления, а квадрант задействуется для их проверки и при испытательных стрельбах на полигонах, в том числе с использованием новых технологий.

## Различные модели артиллерийских квадрантов

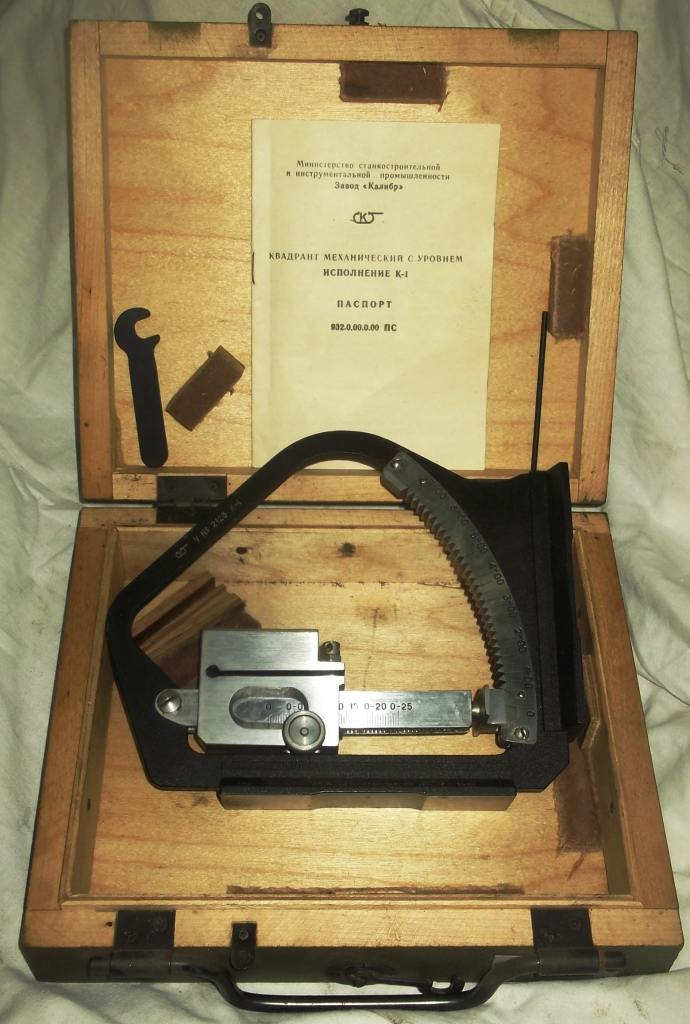
Квадрант К-1 с футляром и принадлежностями

### Квадрант механический с уровнем К-1
Механический квадрант с уровнем К-1 предназначен для измерения и установки углов наклона в вертикальной плоскости от 0 до 90°.
Диапазон измерения углов от 0-00 до 15-00 делений угломера (далее - ДУ).
Цена деления шкалы зубчатого сектора равна 25 ДУ.
Цена деления направляющей дуги 0-00,5 (1/2 ДУ).
Цена деления ампулы уровня 60"±6".
Погрешность ±0,5 ДУ.
Масса прибора - 1,13 кг. Масса прибора с принадлежностями и футляром - 2,05 кг.
Габариты футляра - не более 228х215х56 мм.
Комплект поставки: прибор, футляр, ключ для регулировочной втулки, шпилька для регулировочного винта.
Устройство:
Квадрант состоит из рамки с взаимно перпендикулярными опорными площадками (размером 110х30 мм), зубчатого сектора, направляющей дуги и движка с ампулой.
Зубчатый сектор позволяется устанавливать направляющую дугу под определёнными углами к опорным площадкам с дискретностью 0-25. Положение направляющей дуги фиксируется фиксатором указателя, входящим между зубьями сектора.
На направляющей дуге расположен движок с ампулой, который перемещается вдоль дуги с помощью маховичка. На движке, кроме того, имеются регулировочная гайка и винт, с помощью которых регулируют положение ампулы.
Для отсчёта значений углов на зубчатом секторе и направляющей дуге нанесены шкалы, а на указателе и движке - риски.

#### Использование квадранта в ствольной артиллерии

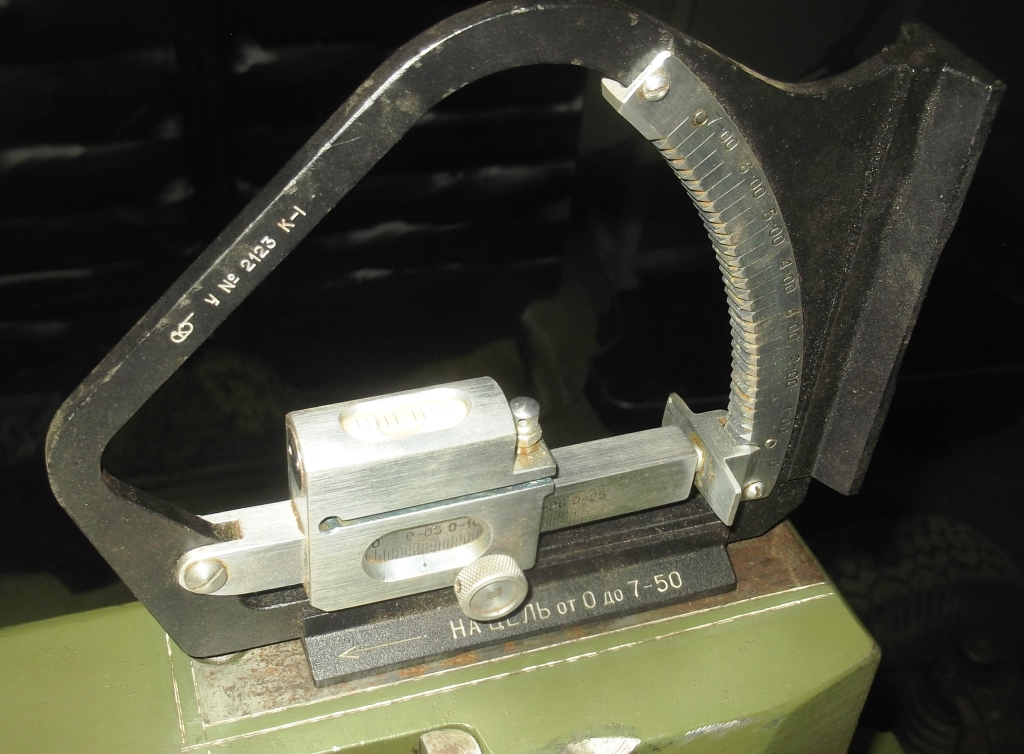
Квадрант К-1 установлен на контрольную площадку 85-мм зенитной пушки обр. 1939 г., расположенную на казённике

##### Придание стволу заданного угла и измерение угла возвышения, приданного стволу
(на примере 85-мм дивизионной пушки Д-44)
Данными приёмами проверяется соответствие фактических углов возвышения, тем что показывают прицельные приспособления или наоборот (ошибку может давать и механизм наводки, и лимбы прицельных приспособлений).
Для придания стволу заданного угла необходимо:
- с помощью линейки и каретки угломера установить те значения на грубой и точно шкалах, которые в сумме дадут требуемый угол;
- установить квадрант основанием с надписью "На цель от 0 до 7-50" (или другим основанием, в зависимости от угла вызвышения) на контрольную площадку обоймы казённика вдоль риски так, чтобы стрелка на основании была направлена к дульной части ствола;
-вращая маховик подъёмного механизма пушки, вывести пузырёк уровня квадранта на середину, стволу будет придан заданный угол.
Для измерения угла возвышения, приданного стволу, необходимо:
-установить на контрольную площадку обоймы казённика квадрант основанием с надписью "На цель от 0 до 7-50";
-с помощью линейки с защёлкой и каретки вывести уровень квадранта на середину и снять  отсчёты с грубой и точной шкал: сумма этих отсчётов даст угол возвышения ствола.

##### Проверка прицела при помощи квадранта
(на примере 122-мм гаубицы обр. 1938 г.)
Проверка прицела при помощи квадранта состоит из проверки мёртвых ходов механизма прицеливания и механизма углов места цели и проверки соответствия углов, приданных стволу, углам установленным на механизме углов прицеливания и механизме углов места цели.
Проверки производить следующим образом:
а) проверить нулевые установки прицела;
б) установить квадрант при некоторой установке (например, 5-00) на контрольную площадку ствола орудия по продольной риске
в) действуя подъёмным механизмом орудия, вывести пузырёк уровня квадранта в среднее положение;
г) действуя механизмом углов прицеливания, совместить стрелку прицела с орудийной стрелкой;
д) по шкале тысячных дистанционного барабана прочесть установки прицела.
Разность между отсчётами на дистанционном барабане и установки квадранта будет указывать на величину несоответствия угла, приданного стволу, углу, установленному на дистанционном барабане механизма углов прицеливания. Такая проверки производится при различных углах, от нулевого значения до предельного через интервалы 1-00. Несоответствие углов допускается на величину не более 3 или 4 тысячных (в зависимости от угла).

##### Проверка уровней платформы зенитной пушки
(на примере 85 мм зенитной пушки обр. 1939 г.)
85 мм зенитная пушка имеет платформу с четырьмя опорами-домкратами, на которых горизонтируется орудие в боевом положении. Напротив каждого домкрата имеется свой жидкостный уровень для горизонтирования платформы.
1. Вывесить платформу на упорах. Вращая винты домкратов, установить платформу по уровням или на глаз горизонтально.
2. Поворотным механизмом установить ствол вдоль продольной балки и установить его горизонтально по квадранту.
3. Повернуть ствол на 180°, и если воздушный пузырёк уровня квадранта собьётся, то движком квадранта вывести пузырёк на середину и прочесть установку квадранта.
4. Установить движком половину полученного отсчёта, при этом пузырёк собьётся. Вывести пузырёк на середину, работая подъёмным механизмом.
5. Установить движок квадранта на 0 (ноль) и, работая домкратами переднего и заднего ходов платформы, вывести воздушный пузырёк квадранта на середину.
6. Повернуть вторично ствол на 180°, и если пузырёк уровня квадранта опять собьётся, то вывести его на середину, как изложено выше, затем снова повернуть ствол на 180°; так делать до тех пор, пока пузырёк уровня квадранта при повороте ствола на 180° не перестанет сбиваться.
7. Повернуть ствол на 90° вдоль поперечной балки, и если пузырёк уровня собьётся, вывести его на середину, работая домкратами боковых упоров.
8. Установить на середину пузырьки уровней всех четырёх упоров платформы, для чего ослабить зажимы и установить эксцентриковыми стаканчиками пузырьки уровней на середину.[9]

### Квадрант механический КМ-1
Контрольный квадрант КМ-1 предназначен для проверки прицельных приспособлений и состоит из алюминиевого корпуса с основанием и указателем, диска с приливом и кольцом, на котором нанесена шкала, шайбы, винта и гайки.
На корпусе собраны все детали квадранта КМ-1. Нижняя часть корпуса оканчивается основанием, которым квадрант устанавливается на контрольную площадку. На левом ребре основания выгравирована стрелка. При установке квадранта КМ-1 на контрольную площадку вдоль оси канала ствола острие стрелки должно быть обращено к дульному срезу. В верхней части корпуса нанесена риска (указатель), против которой устанавливается требуемое деление шкалы кольца. С помощью винта, шайбы и гайки в корпусе закреплен диск, имеющий возможность вращаться. В приливе в диска помещается ампула с оправой. Тремя винтами к диску прикреплено кольцо. На одной четверти окружности кольца нанесена шкала с делениями. Деления нанесены через один градус и отмечены черточками. Каждое десятое деление шкалы отмечено цифрой (0, 10, 20 и т. д. до 90).
Для придания угла возвышения по квадранту КМ-1 необходимо повернуть диск и установить требуемое деление шкалы кольца (например, 45°) против указателя; поставить квадрант на контрольную площадку параллельно имеющейся на ней продольной риске так, чтобы острие стрелки было обращено к дульному срезу, и, вращая маховик подъемного механизма, вывести пузырек уровня квадранта на середину.
На верхней части диска нанесено наименование квадрант КМ-1, на нижней — наименование завода-изготовителя, а на левой стороне корпуса — номер квадранта.
Квадрант КМ-1 хранится в футляре, внутри которого имеется колодка с вырезами для прилива и гайки, а также цилиндрическое отверстие для запасной ампулы, которая входит в комплект квадранта. Квадрант механический КМ-1 следует укладывать в футляр с установкой шкалы на 90° (прилив должен быть в вертикальном положении) основанием вверх.

### Квадрант оптический
Квадрант оптический (далее — КО) — это высокоточный измерительный прибор, с помощью которого определяют угол наклона поверхности или плоскости относительно линии горизонта Земли. КО разных типов используется в профильных НИИ при разнонаправленных исследованиях, а также на предприятиях промышленности. Также применяется в армии в технически сложных войсках.
КО используется для точного измерения углов наклона плоских и цилиндрических поверхностей, или для их точной установки под заданным углом к горизонтальной плоскости. Погрешность измерения обычно не превышает ±30 секунд.
В общем виде КО представляет собой металлический корпус с плоским основанием. В корпусе смонтировано подвижное лимбовое устройство с осевым механизмом, оптическая система с микрометром, продольный и поперечный уровни. 
В СССР\РФ наиболее употребимы следующие типы оптических квадрантов: КО-1, КО-10, КО-60 и КО-60М. Несколько отличаются по конструкции и ценой деления лимба. Квадрант КО-60М изготавливается на магнитном основании.

### Квадрант электронный
Предназначен для измерений углов наклона плоских поверхностей от горизонтального и вертикального положения. Конструктивно квадрант состоит из корпуса — электронного блока и основания с магнитом. Внутри корпуса расположена электронная плата с микроконтроллером и двухосевыми датчиками измерения угла наклона.

### Квадрант цифровой
Предназначен для измерения углов наклона плоских и цилиндрических поверхностей и для установки под заданным углом к горизонтальной плоскости с точностью 1 угловая секунда, при допустимой погрешности измерения ±10″.
Принцип действия квадранта основан на использовании схемы оптического растрового накапливающего преобразователя с последующей интерполяцией получаемых квадратурных сигналов SIN(axN) и COS(axN), где a — текущий угол поворота лимба, N — общее количество штрихов измерительного растра, расположенного на лимбе. Кроме того, на ограниченном малой частью окружности участке лимба расположена шкала нулевой метки в виде сложной непериодической последовательности штрихов. Аналогичная по структуре шкала имеется на индикаторном растре. Это позволяет один раз за оборот лимба получать короткий сигнал нулевой метки (репера), который может использоваться для обнуления показаний квадранта. Положение нулевой метки установлено таким образом, что сигнал репера вырабатывается при прохождении лимба через точку, соответствующую среднему положению пузырька продольного уровня при условии, что квадрант стоит на строго горизонтальной поверхности.
Конструктивно квадрант состоит из наружного кожуха с батарейным отсеком, датчиком угла и элементами управления, экрана цифровой индикации, блока уровней и основания.
Датчик угла смонтирован внутри кожуха и состоит из шпинделя со стеклянным лимбом, установленным на шариковых подшипниках, платы управления и двух считывающих головок, установленных на внутреннем корпусе и состоящих из осветителя и фотоприемника. Внутри корпус крепится к основанию винтами.
Блок уровней состоит из продольного уровня, поперечного уровня, жестко связан со шпинделем винтами и вращается вместе с лимбом.
Наружных кожух закрывает лимбовый узел, снаружи на лицевой стороне кожуха выступает блок уровней, кожух крепится к основанию винтами.
Основание имеет угловой паз, позволяющий устанавливать квадрант на цилиндрические поверхности. 
На лицевой стороне кожуха расположен экран цифровой индикации, закрытый защитным стеклом, и кнопка сброса. На задней стороне закреплен батарейный отсек, в котором устанавливаются четыре литиевых элемента питания.
На корпусе также расположены элементы управления: переключатель для включения квадранта, разъем для подключения стабилизированного выпрямителя.

### Winkelmesser 35 (WM 35)
Угломер WM 35 использовался в немецкой армии в 1930-х — 1940-х годах. 
В частности входил в состав наборов для оружейников и оружейных мастерских на проверки линии прицеливания у 50 мм лёгкого миномёта l.Gr.W. 36 и 81 мм тяжёлого s.Gr.W.34